# Melanesomyia wauensis
Melanesomyia wauensis är en tvåvingeart som beskrevs av Barraclough 1997. Melanesomyia wauensis ingår i släktet Melanesomyia och familjen parasitflugor. Inga underarter finns listade i Catalogue of Life.